# Rio Furnia
O Rio Furnia é um rio da Romênia, afluente do Tismana, localizado no distrito de Gorj.